# Groupe de transport aérien spécial (Japon)
Le groupe de transport aérien spécial (特別航空輸送隊, Tokubetsu Kōkū Yusō-tai), officiellement traduit en Special Airlift Group est une unité de la force aérienne d'autodéfense japonaise créée le 1er juin 1993 et qui a pour mission d'assurer le transport de l'Empereur et du Premier ministre. Le groupe de transport est implanté sur la base aérienne de Chitose, sur l'île de Hokkaidō.

## Unités
- Quartiers généraux

- 701e escadron
  - Première équipe de vol
  - Deuxième équipe de vol

- Équipes de maintenance

## Flotte

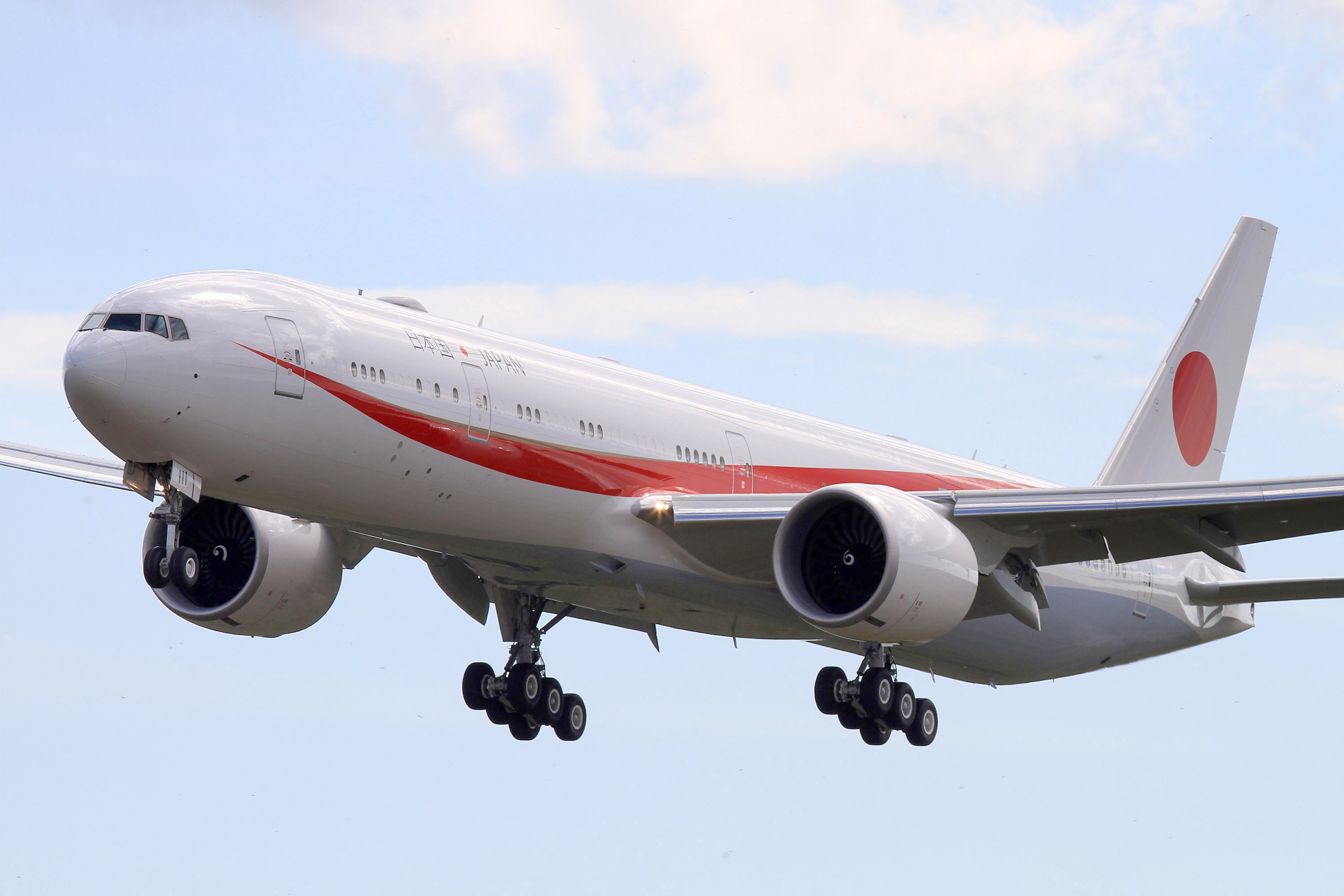
Les avions, ici un Boeing 777, sont exploités par le escadron et porte les couleurs du Japon.

Le groupe de transport aérien spécial dispose depuis 2019 de deux Boeing 777-300ER, en remplacement des Boeing 747-400 qui étaient exploités depuis 1991, d'abord comme avions civils puis militaires lors de la création du groupe de transport. 